# Giorgio Augusto di Meclemburgo-Strelitz (1748-1785)
Giorgio Augusto di Meclemburgo-Strelitz (Mirow, 16 agosto 1748 – Trnava, 6 novembre 1785) è stato un militare e nobile austriaco.
Era un membro della casata Meclemburgo-Strelitz.

## Biografia
Giorgio era il figlio minore del principe ereditario Carlo Federico Luigi e di Elisabetta Albertina, nata principessa di Sassonia-Hildburghausen. Due dei suoi fratelli erano governanti di Mecklenburg-Strelitz: Adolfo Federico IV e Carlo II.
Fece un Grand Tour con la sorella Sofia Carlotta, la moglie del re Giorgio III, nei Paesi Bassi (Università di Leiden) e Parigi.
A Londra è stato temporaneamente nella Royal Navy, dopo il suo ritorno al continente, entra a far parte come ufficiale di cavalleria al servizio dell'Austria. Nel 1778 è stato comandante del 12º reggimento di Cavalleria. Raggiunse il grado di Maggiore generale.
Non si sposò mai e morì nel 1785, venendo sepolto il 6 agosto 1852 nella cripta reale di Mirow.

## Ascendenza
|                                                 |                                    |                                                  | Genitori                                                   |  |  | Nonni |  |  | Bisnonni                                  |  |  | Trisnonni                            |  |
|                                                 |                                    |                                                  |                                                            |  |  |       |  |  | Adolfo Federico I di Meclemburgo-Schwerin |  |  | Giovanni VII di Meclemburgo-Schwerin |  |
|                                                 |                                    |                                                  |                                                            |  |  |       |  |  | Adolfo Federico I di Meclemburgo-Schwerin |  |  | Giovanni VII di Meclemburgo-Schwerin |  |
|                                                 |                                    | Sofia di Holstein-Gottorp                        |                                                            |  |  |       |  |  | Adolfo Federico I di Meclemburgo-Schwerin |  |  |                                      |  |
| Adolfo Federico II di Meclemburgo-Strelitz      |                                    |                                                  |                                                            |  |  |       |  |  | Adolfo Federico I di Meclemburgo-Schwerin |  |  |                                      |  |
|                                                 |                                    | Maria Caterina di Brunswick-Wolfenbüttel         | Giulio Ernesto di Brunswick-Dannenberg                     |  |  |       |  |  |                                           |  |  |                                      |  |
|                                                 |                                    | Maria Caterina di Brunswick-Wolfenbüttel         | Giulio Ernesto di Brunswick-Dannenberg                     |  |  |       |  |  |                                           |  |  |                                      |  |
|                                                 |                                    | Maria Caterina di Brunswick-Wolfenbüttel         | Maria della Frisia orientale                               |  |  |       |  |  |                                           |  |  |                                      |  |
| Carlo Ludovico Federico di Meclemburgo-Strelitz |                                    | Maria Caterina di Brunswick-Wolfenbüttel         |                                                            |  |  |       |  |  |                                           |  |  |                                      |  |
|                                                 |                                    | Cristiano Guglielmo di Schwarzburg-Sondershausen | Antonio Günther I di Schwarzburg-Sondershausen             |  |  |       |  |  |                                           |  |  |                                      |  |
|                                                 |                                    | Cristiano Guglielmo di Schwarzburg-Sondershausen | Antonio Günther I di Schwarzburg-Sondershausen             |  |  |       |  |  |                                           |  |  |                                      |  |
|                                                 |                                    | Cristiano Guglielmo di Schwarzburg-Sondershausen | Maria Maddalena del Palatinato-Zweibrücken                 |  |  |       |  |  |                                           |  |  |                                      |  |
| Cristiana Emilia di Schwarzburg-Sondershausen   |                                    | Cristiano Guglielmo di Schwarzburg-Sondershausen |                                                            |  |  |       |  |  |                                           |  |  |                                      |  |
|                                                 |                                    | Antonia Sibilla di Barby-Muhlingen               | Alberto Federico I di Barby-Mühlingen                      |  |  |       |  |  |                                           |  |  |                                      |  |
|                                                 |                                    | Antonia Sibilla di Barby-Muhlingen               | Alberto Federico I di Barby-Mühlingen                      |  |  |       |  |  |                                           |  |  |                                      |  |
|                                                 |                                    | Antonia Sibilla di Barby-Muhlingen               | Sofia Ursula di Oldenburg-Delmenhorst                      |  |  |       |  |  |                                           |  |  |                                      |  |
| Giorgio Augusto di Meclemburgo-Strelitz         |                                    | Antonia Sibilla di Barby-Muhlingen               |                                                            |  |  |       |  |  |                                           |  |  |                                      |  |
|                                                 | Ernesto di Sassonia-Hildburghausen | Ernesto I di Sassonia-Gotha-Altenburg            |                                                            |  |  |       |  |  |                                           |  |  |                                      |  |
|                                                 | Ernesto di Sassonia-Hildburghausen | Ernesto I di Sassonia-Gotha-Altenburg            |                                                            |  |  |       |  |  |                                           |  |  |                                      |  |
|                                                 | Ernesto di Sassonia-Hildburghausen | Elisabetta Sofia di Sassonia-Altenburg           |                                                            |  |  |       |  |  |                                           |  |  |                                      |  |
| Ernesto Federico I di Sassonia-Hildburghausen   | Ernesto di Sassonia-Hildburghausen |                                                  |                                                            |  |  |       |  |  |                                           |  |  |                                      |  |
|                                                 |                                    | Sofia Enrichetta di Waldeck                      | Giorgio Federico di Waldeck                                |  |  |       |  |  |                                           |  |  |                                      |  |
|                                                 |                                    | Sofia Enrichetta di Waldeck                      | Giorgio Federico di Waldeck                                |  |  |       |  |  |                                           |  |  |                                      |  |
|                                                 |                                    | Sofia Enrichetta di Waldeck                      | Elisabetta Carlotta di Nassau-Siegen                       |  |  |       |  |  |                                           |  |  |                                      |  |
| Elisabetta Albertina di Sassonia-Hildburghausen |                                    | Sofia Enrichetta di Waldeck                      |                                                            |  |  |       |  |  |                                           |  |  |                                      |  |
|                                                 |                                    | Giorgio I di Erbach-Erbach                       | Giorgio Alberto I di Erbach                                |  |  |       |  |  |                                           |  |  |                                      |  |
|                                                 |                                    | Giorgio I di Erbach-Erbach                       | Giorgio Alberto I di Erbach                                |  |  |       |  |  |                                           |  |  |                                      |  |
|                                                 |                                    | Giorgio I di Erbach-Erbach                       | Elisabetta Dorotea di Hohenlohe-Waldenburg-Schillingsfürst |  |  |       |  |  |                                           |  |  |                                      |  |
| Sofia Albertina di Erbach-Erbach                |                                    | Giorgio I di Erbach-Erbach                       |                                                            |  |  |       |  |  |                                           |  |  |                                      |  |
|                                                 |                                    | Amalia Caterina di Waldeck-Eisenberg             | Filippo Teodoro di Waldeck                                 |  |  |       |  |  |                                           |  |  |                                      |  |
|                                                 |                                    | Amalia Caterina di Waldeck-Eisenberg             | Filippo Teodoro di Waldeck                                 |  |  |       |  |  |                                           |  |  |                                      |  |
|                                                 |                                    | Amalia Caterina di Waldeck-Eisenberg             | Maria Maddalena del Palatinato-Zweibrücken                 |  |  |       |  |  |                                           |  |  |                                      |  |
|                                                 |                                    | Amalia Caterina di Waldeck-Eisenberg             |                                                            |  |  |       |  |  |                                           |  |  |                                      |  |